# Sniper Elite (серія відеоігор)
Sniper Elite — серія відеоігор, яку розробила компанія Rebellion Developments. Це шутер з елементами стелсу, у якому потрібно відігравати роль снайпера.

## Загальний огляд
Гру виконано в жанрі шутера від третьої особи з елементами стелсу. Потрібно керувати снайпером часів Другої світової війни. Sniper Elite має велику кількість локацій. Особливістю гри є можливість прослідкувати за направленням кулі, побачивши в цей час внутрішні органи суперника і як вони зміняться після влучення.
Сюжет зазвичай схожий: Ви агент-снайпер, відправлений за лінію фронту до Німеччини, щоб перехопити зловісні плани ворогів. Гравець дізнається про секретну розробку зброї, яка дає ворогам надію на перемогу. У результаті ви знищуєте всіх причетних до розробки і рятуєте Європу від захоплення.

## Історія

### Sniper Elite
Перша гра була випущена у 2005 році.
Події відбуваються в кінці Другої світової війни. Остання надія нацистів — робота зі створення атомної бомби. Гравцю потрібно знищити всіх причетних до цього людей у ролі снайпера-диверсанта
Гра була позитивно сприйнята спільнотою геймерів.

### Sniper Elite 2
Наступною грою в серії стала Sniper Elite 2, випущена в 2012 році.
Цього разу головний герой Карл Фейрберн, відправлений в останні дні війни в 1945 році до обложеного Берліна і виконує там важливе державне завдання — ліквідацію німецьких вчених-ракетників (згодом з'ясується, що один з нацистських вчених перейшов на сторону антинацистських сил). Фейрберну доводиться виступати як проти нацистів так і проти радянських солдатів, в міру того як він виявляє ключових персонажів, задіяних у розробці балістичної ракети Фау-2.
У новій частині реалістичність була підвищена.

### Sniper Elite: Nazi Zombie Army
На початку наступного року відбувся реліз Sniper Elite: Nazi Zombie Army. Сюжет гри:
Німеччина стрімко програє війну, і зневірений Гітлер використовує езотеричні знання Третього рейху, щоб створити армію солдатів-мерців. Мертві нацисти піднімаються з могил, Європа знову в небезпеці. Необхідно пробитися крізь легіони армії зомбі і знайти джерело їх появи, а заодно і вибратися з Берліна. Головним героєм знову став Карл Фейрберн.
Цього разу гра відійшла від елементів стелсу.

### Sniper Elite 3
У 2014 році з'явилась Sniper Elite 3.
Дія гри відбувається за три роки до подій, показаних в Sniper Elite 2 і розгортається в екзотичній і смертоносної Північній Африці під час Другої світової війни. Знову Карл Фейрберн проникає за лінію фронту, щоб, використовуючи свої навички досвідченого снайпера, допомогти союзникам боротися з грізними німецькими танками «Тигр» в Західній пустелі. Скоро він дізнається про плани створення німцями «wunderwaffe» — чудо-зброї, здатного зруйнувати все на своєму шляху і повернути весь хід війни. В Sniper Elite 3 акцент поставлений на надання гравцеві свободи вибору. У грі показано великий і різноманітний світ, що дозволяє використовувати різну тактику і ігрові стилі.

### Sniper Elite 4
Sniper Elite 4 вийде 14 лютого 2017 року. Гра продовжує всі традиції попередніх частин. Відбулося покращення штучного інтелекту. Тепер, після вбивства гравцем одного бота, інші починають шукати його. Гравці тепер можуть ставити пастки і використовувати трупи як приманку. У нічних завданнях можна знешкодити джерело світла, а також збільшилась кількість локацій.

## Список ігор
| Частина                          | Реліз           |
| -------------------------------- | --------------- |
| Sniper Elite                     | 30 вересня 2005 |
| Sniper Elite 2                   | 30 квітня 2012  |
| Sniper Elite: Nazi Zombie Army   | 28 лютого 2013  |
| Sniper Elite: Nazi Zombie Army 2 | 31 жовтня 2013  |
| Sniper Elite 3                   | 27 червня 2014  |
| Zombie Army Trilogy              | 6 березня 2015  |
| Sniper Elite 4                   | 14 лютого 2017  |
| Sniper Elite 5                   | 26 травня 2022  |